# Tar István
Tar István (Theisz István) (Újpest, 1910. augusztus 24. – Budapest, 1971. október 3.) magyar szobrász, Munkácsy-díjas (1950, 1958), érdemes művész (1968).

## Életpályája
Eleinte jogot hallgatott, 1932 és 1940 között a Magyar Képzőművészeti Főiskolán tanult Bory Jenő osztályában. Klasszicista stílusban készült első műveit 1936-ban tárta a közönség elé. 1937-től szerepelt kiállításokon. 1948-ban tanulmányutat tett Európában. A második világháború során hadifogságba került. Szabadulása után a művészeti élet aktív szereplője lett. Többekkel megszervezte 1949-ben a „Közösségi művészet felé” című kiállítást. A Magyar Képzőművészek Szövetségének egyik alapítójaként tartják számon, 1952-től 1964-ig volt annak titkára, egyúttal 1956-ig a szobrász szakosztály titkára, 1954-től pedig mint a szövetség választmányi elnökségének tagja tevékenykedett. A Művészeti Alap elnöke, 1957-től 1968-ig pedig vezetőségi tagja. 1965-től 1969-ig tanított a Magyar Iparművészeti Főiskola ötvös szakán mint tanszékvezető tanár. 1967-ben belépett a Kilencek-csoportba. Autóbalesetben hunyt el 1971-ben.

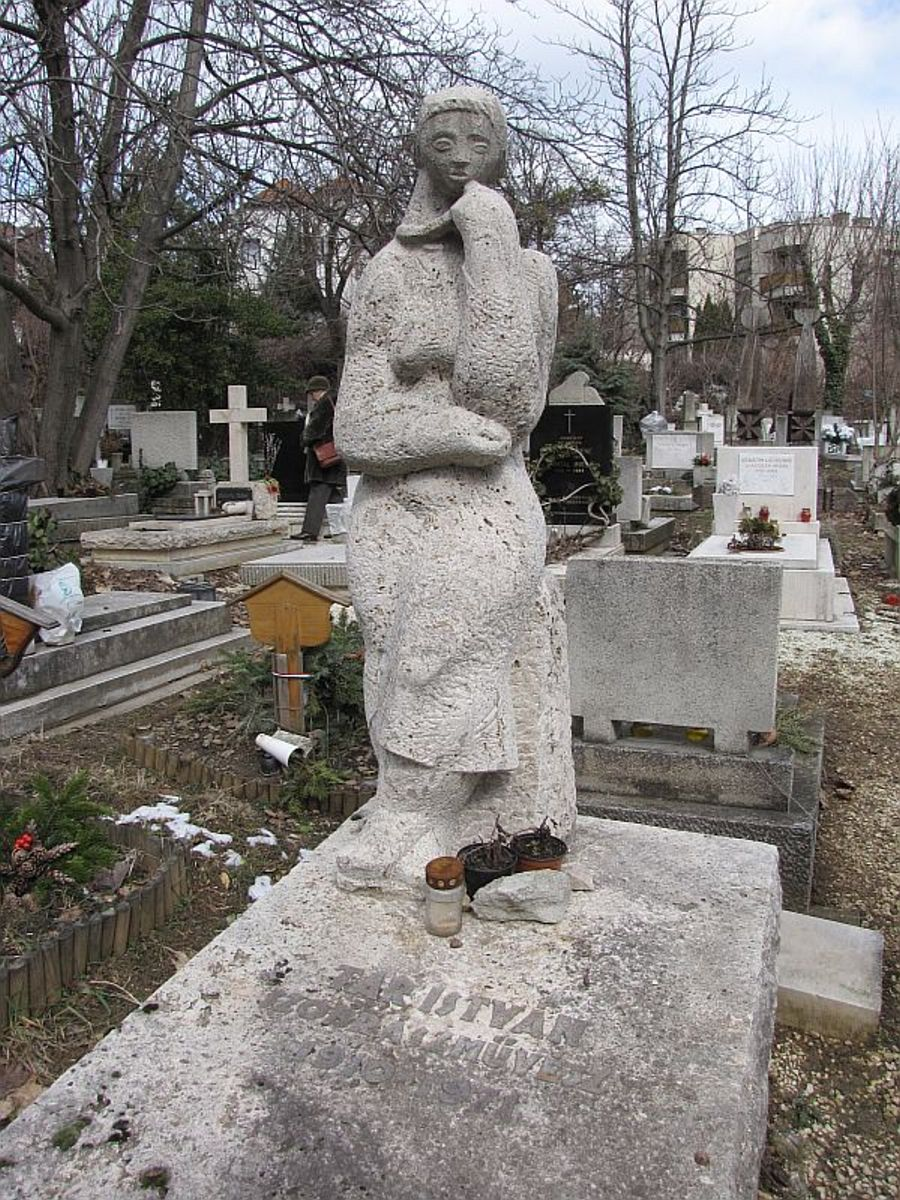
Sírja a Farkasréti temetőben (11/1-1-353) Szobrász: Lesenyei Márta, 1977

## Díjai, elismerései
- 1941-1942: római ösztöndíj;
- 1950, 1958: Munkácsy Mihály-díj;
- 1958: Brüsszeli Világkiállítás bronzérme;
- 1968: érdemes művész,
- 1969: Szakszervezetek Országos Tanácsa-díj és a Művelődésügyi Minisztérium nívódíja;
- 1970: Főváros Pro Arte érme.

## Egyéni kiállításai
- 1941 • Tücsök Kiállítóterem, Budapest
- 1943 • Hat festő egy szobrász, Nemzeti Szalon, Budapest
- 1968 • Kilencek, Műcsarnok, Budapest
- 1972 • Emlékkiállítás, Magyar Nemzeti Galéria, Budapest.

## Válogatott csoportos kiállítások
- 1940 • VKM Sportdíj kiállítás, Budapest
- 1942 • Római Magyar Akadémia kiállítása, Róma
- 1945 • Képzőművészetünk újítói Nagybányától napjainkig, Fővárosi Képtár, Budapest
- 1948 • Rippl-Rónai Társaság, Nemzeti Szalon, Budapest • 90 művész kiállítása, Nemzeti Szalon, Budapest • Új magyar képzőművészet, Fővárosi Könyvtár Bányavidéki vándorkiállítása • Közösségi művészet felé, Magyar Képzőművészek Szabadszakszervezete
- 1950-1968 • 1.-11. Magyar Képzőművészeti kiállítás, Műcsarnok, Budapest
- 1951 • Magyar katona a szabadságért, Fővárosi Képtár, Budapest • Magyar Képzőművészeti kiállítás, Berlin
- 1952 • Arckép kiállítás, Ernst Múzeum, Budapest
- 1954 • Magyar Kisplasztikai és Grafikai kiállítás, Ernst Múzeum, Budapest
- 1956 • Zsennyei művésztelep kiállítása, Szombathely • Pécs-baranyai Országos képzőművészeti kiállítás, Pécs
- 1957 • Tavaszi Tárlat, Műcsarnok, Budapest
- 1959 • Mezőgazdaság a képzőművészetben, Mezőgazdasági Múzeum, Budapest
- 1960 • A felszabadult Budapest művészete, Műcsarnok, Budapest • Képzőművészetünk a felszabadulás után, Magyar Nemzeti Galéria, Budapest
- 1962 • Magyar képzőművészeti kiállítás, Berlin
- 1963 • Kisplasztikai és grafikai kiállítás, Műcsarnok, Győr
- 1964 • Szegedi Országos Képzőművészeti kiállítás, Móra Ferenc Múzeum, Szeged • Dolgozó emberek között, Ernst Múzeum, Budapest • Téli Tárlat, Szent István Király Múzeum, Székesfehérvár
- 1966 • Huszadi századi magyar festészet és szobrászat, Magyar Nemzeti Galéria, Budapest és Móra Ferenc Múzeum, Szeged • Magyar szobrászat 1920-1945. A huszadik század magyar művészete, Csók Képtár, Székesfehérvár
- 1967 • Kilencek, Veszprém • VIII. Nyári Tárlat, Móra Ferenc Múzeum, Szeged
- 1968 • Dolgozó emberek között, Ernst Múzeum, Budapest • Kilencek, Műcsarnok, Budapest • Kilencek, Veszprém, Vegyipari Egyetem
- 1969 • Szabolcsi képzőművészek kiállítása, Fészek Klub, Budapest
- 1970 • Kilencek, Savaria Múzeum, Szombathely
- 1971 • Vadászati Világkiállítás, Műcsarnok, Budapest • I. Nemzetközi Kisplasztikai Biennálé, Műcsarnok, Budapest • Kilencek, Dabas
- 1972 • Szabadtéri szoborkiállítás, Salgótarján
- 1973 • Moszkvai magyar kiállítás
- 1974 • IV. Debreceni Országos Nyári Tárlat, Déri Múzeum, Debrecen
- 1976 • XXXVII. Velencei Biennálé, Velence; Mai magyar kisplasztikai kiállítás, Déri Múzeum, Debrecen.

## Művek közgyűjteményekben
Szent István Király Múzeum, Székesfehérvár; Magyar Nemzeti Galéria, Budapest.

## Köztéri művei
- Bajcsy-Zsilinszky Endre (emléktábla, márvány, bronz, 1946, Budapest, IV. ker., Bajcsy-Zs. u. 14.)
- Babits Mihály (emléktábla, kő, bronz, 1948, Budapest, VIII. ker., Reviczky u. 7. [Zsákodi Csiszér Jánossal])
- Építőmunkások (mészkő relief, 1949, Budapest, Építőipari Szakszervezet, Építők Rózsa F. Művelődési Otthon, homlokzat)
- Zrínyi Miklós (mellszobor, bronz, 1952, Budapest, Vígszínház)
- Gránátdobók-vetők (szobor-csoport, alumínium, 1953-1955, Budapest, XIV. ker., Stadionkert)
- II. Rákóczi Ferenc (mellszobor, bronz, 1953, Mogyoróska)
- Eger vár védői (dombormű, bronz, 1953, Eger, Várkapu)
- Bányászok (dombormű, kő, 1954, Miskolc, Miskolci Nehézipari Műszaki Egyetem Egyetemváros, E/1. kollégium előcsarnok)
- Lőrinc kapitány (kő, 1955, Esztergom, Rákóczi tér)
- József Attila (bronzszobor, 1957, Makó)
- Latinka Sándor (bronz, 1958, Kaposvár)
- 1919-es emlékmű (bronz, 1959, Salgótarján)
- Ferenczy Károly (bronz, mellszobor, 1959 és 1966, Budapest, XIV. ker., Városliget, majd XIII. ker., Margitsziget, 1997-ben eltűnt, újraöntve)
- Lovas (lemezdombormű, vas, rézlemez, 1959-1966, Pécs, Uránércbánya Vállalat, Óvoda)
- Felszabadulási emlékmű (bronz, 1960, Budapest, XIX. ker., Lenin tér)
- Petőfi Sándor (mellszobor, bronz, 1961, Tordas, Kultúrház előtt)
- Berzsenyi Dániel (mellszobor, kő, 1961, Celldömölk)
- Vajda Péter (mellszobor, mészkő, 1962, Vanyola, iskola előtt)
- Halász (kőszobor, 1963, Budapest, XI. ker., Bojti I. u. 1.)
- Építőmunkás (haraszti mészkő, 1963, Szeged, Építőipari Vállalat Szociális épülete)
- dombormű (konzervált gipsz, 2 db, 1964, Zalaegerszeg, Szakszervezetek Országos Tanácsa Székház)
- Szobrász-Alkotás (bronz, 1964-1966, Komló, Steinmetz Gimnázium előtt)
- Női figura-Budapesti lány (bronz, 1965, Budapest, XI. ker., Gellérthegy, Jubileumi park; 2013 novemberében megrongálták)[6]
- Pletykázók-Tereferélők (alumínium, 1965, Salgótarján, Tűzoltó Laktanya)
- Fekvő női alak lanttal - Zene (bronz, 1966, Budapest, II. ker., Frankel L. u. 25-27., Lukács Gyógyfürdő)
- Nő galambbal (haraszti mészkő, 1966, Záhony, Vasútállomás)
- Éneklők - Kétfigurás kompozíció (haraszti mészkő, 1967, Keszthely, Agrártudományi Főiskola)
- Szocialista mezőgazdaság (plasztika, 1967, Gyula)
- Ülő nő (haraszti mészkő, 1967, Budapest IX. ker., Ifjúmunkás u.-Dési Huber I. u. 14.)
- Rossini (kő, 1967, Budapest, VI. ker., Operaház homlokzata)
- Donizetti (kő, 1967, Budapest, VI. ker., Operaház homlokzata)
- Táncolók (két alakos, bronz, 1968, Budapest, XX. ker., Téglagyár tér)
- Tisza (bronz, 1968, Szeged, Odessza lakótelep)
- Balassi Bálint (bronz, mellszobor, 1969, Budapest, Margitsziget, 1997-től sorsa ismeretlen)
- Harcosok-Cohors (kútszoboregyüttes, bronz, 1971, Budapest, V. ker., Március 15. tér)
- Bányász emlékmű (kő, plasztika, 1969, Tatabánya, Tatabányai Szénbányák Tröszt)
- Dobi István (bronz, 1970, Szőny, Tanácsház előtti tér, 1990 után lebontva)
- Semmelweis Ignác (bronz portrészobor, 1971, Miskolc, Semmelweis Kórház)
- Vedres Márk (síremlék, kő, 1971, Budapest, Fiumei út, Kerepesi temető)
- Ülő figura (haraszti mészkő, 1972, Zalaegerszeg, Szociális Otthon)
- Bőség (haraszti mészkő, 1972, Szekszárd, Megyei Tanács)
- Galambos lány (haraszti mészkő, 1972, Heves, volt Magyar Szocialista Munkáspárt székháza előtt)
- Ülő nő (1974, Budapest, XXII. ker., Nagytétényi út 190/6.)
- Zenélő (bronz, 1975, Szombathely, Bartók Béla Zenei Szakiskola)
- Lovas figura (bronz, 1979, Budapest, XIV. ker., Kacsóh P. lakótelep)
- József Attila (bronz, 1989, Veszprém, Vetési A. Gimnázium)
- Guzsalyos (bronz, 1990, Szombathely, Rumi út-Zrínyi út).